# Доктор Детройт
«Доктор Детройт» — американська комедійна стрічка про професора літератури, який несподівано для себе став у центрі кримінального світу.

## Сюжет
Кліффорд Скрідлоу - професор літератури в коледжі, після ночі з повіями він погоджується взяти на себе роль вигаданого гангстера Доктора Детройта. Виявляється, тепер йому доведеться знайти способи протистояти ватажку злочинного світу, потайки від своїх батьків.

## У ролях
| Актор         | Роль                               |
| ------------- | ---------------------------------- |
| Ден Екройд    | Клфффорд Скрідлоу / Доктор Детройт |
| Гленн Гедлі   | міс Дебілайк                       |
| Донна Діксон  | Моніка Мак-Ніл                     |
| Френ Дрешер   | Карен Бліттстейн                   |
| Джеймс Браун  | бенд-лідер                         |
| Лідія Лей     | Жасмін Ву                          |
| Джордж Ферт   | Артур Скрідлоу                     |
| Нан Мартін    | Маргарет Скрідлоу                  |
| Пітер Ейкройд | містер Френкмен                    |
| Кейт Мурта    | мати                               |
| Лінн Вайтфілд | Тельма Клеленд                     |

## Створення фільму

### Виробництво
Зйомки фільму проходили в Лос-Анджелесі, Каліфорнія, Чикаго та Еванстоні, Іллінойс, США.

### Знімальна група
- Кінорежисер — Майкл Прессмен
- Сценарист — Брюс Джей Фрідмен, Карл Готтліб, Роберт Боріс
- Кінопродюсер — Роберт К. Вайсс
- Композитор — Лало Шифрін
- Кінооператор — Кінг Беггот
- Кіномонтаж — Крістофер Грінбері
- Художник-постановник — Лоуренс Дж. Пол
- Художник-декоратор — Гол Гаусман
- Художник з костюмів — Бетсі Кокс
- Підбір акторів — Волліс Нісіта[2].

## Сприйняття
Фільм отримав переважно негативні відгуки. На сайті Rotten Tomatoes оцінка стрічки становить 40 % на основі 5 відгуків від критиків (середня оцінка 5/10) і 41 % від глядачів із середньою оцінкою 2,8/5 (4 070 голосів). Фільму зарахований «гнилий помідор» від кінокритиків та «розсипаний попкорн» від глядачів, Internet Movie Database — 5,1/10 4 608 голосів).